# Карамойыл (Урджарский район)
Карамойыл (каз. Қарамойыл) — село в Урджарском районе Абайской области Казахстана. Входит в состав Акжарского сельского округа. Код КАТО — 636433300.

## Население
В 1999 году население села составляло 194 человека (101 мужчина и 93 женщины). По данным переписи 2009 года, в селе проживало 167 человек (85 мужчин и 82 женщины).